# آلن کرشاو
آلن کرشاو (انگلیسی: Alan Kershaw؛ زادهٔ ۲۳ آوریل ۱۹۵۴) بازیکن فوتبال اهل بریتانیا است.
از باشگاه‌هایی که در آن بازی کرده‌است می‌توان به باشگاه فوتبال ساوتپورت اشاره کرد.